# ألكسندر هيرمانسون
ألكسندر هيرمانسون هو لاعب هوكي الجليد سويدي، ولد في 8 مارس 1988 في كارلستاد في السويد.

## وصلات خارجية
- ألكسندر هيرمانسون على موقع HockeyDB.com (الإنجليزية)